# NGC 7585
NGC 7585 este o interacțiune de galaxii situată în constelația Vărsătorul. A fost descoperită în 20 septembrie 1784 de către William Herschel. Se află la o distanță de 50,1 de megaparseci de Pământ.